# 齐博尔·佐尔坦
齐博尔·佐尔坦（匈牙利語：Czibor Zoltán，1929年8月23日—1997年9月1日），匈牙利男子足球运动员，司职前锋。他曾代表匈牙利国家队参加1952年夏季奥林匹克运动会足球比赛，获得一枚金牌。